# Varfågeltangara
Varfågeltangara (Neothraupis fasciata) är en fågel i familjen tangaror inom ordningen tättingar.

## Utbredning och systematik
Fågeln förekommer från östra Bolivia till nordöstra Paraguay och östra och södra Brasilien. Den placeras som enda art i släktet Neothraupis.

## Status
IUCN kategoriserar arten som nära hotad.